# レイチェル・ハンター
レイチェル・ハンター （Rachel Hunter, 1969年9月8日 - ）は、ニュージーランド・オークランド出身のモデル、ファッションモデル。

## 来歴
17歳からモデルを始める。アメリカ合衆国に渡り、化粧品ブランドCovergirlのイメージモデルや、スポーツイラストレイテッド誌の水着モデルとして活躍する。2004年にはプレイボーイ誌に登場した。

## 人物

### 私生活
ロックバンド・ウィンガーのリーダー、キップ・ウィンガーと交際していたが、彼を振って21歳のとき、24歳年上の歌手ロッド・スチュワートと結婚する。一男一女を産むが、1999年に別居し、2006年に離婚した。 
2004年にはカナダ人アイスホッケー選手で俳優、モデルでもあるショーン・エイヴリーと、2006年には
息子のアイスホッケーのコーチであった13歳年下のカナダ人ホッケー選手のジャレット・ストールと20の交際が報じられ、その後、2008年8月にストールと婚約したが、結婚式直前の2009年7月に破局が報じられた。